# Бенедит, Леонс
Леонс Бенедит (фр. Léonce Bénédite; 14 января 1859, Ним — 12 мая 1925, Париж) — французский искусствовед и музейный работник. Брат египтолога Жоржа Бенедита.
После смерти отца (1865) братья Бенедит росли с отчимом, художником и искусствоведом Жоржем Лафенетром, благодаря которому с юных лет получили доступ в мир искусства. Уже в университете, изучая право и историю, Леонс Бенедит тяготел к истории искусства, защитив дипломную работу «Развитие искусств в царствование Карла VIII и Людовика XIII» (фр. Le développement des arts sous les règnes de Charles VIII et de Louis XIII). В 1882—1886 гг. работал помощником куратора в музее Версальского дворца. С 1886 г. первый заместитель директора Люксембургского музея Этьенна Араго, с 1892 г. и до конца жизни его директор; опубликовал целую серию различных каталогов, посвящённых его коллекциям и выставкам. Одновременно в 1916 г. по желанию Огюста Родена был назначен первым куратором будущего Музея Родена и занимался работой по его созданию, в 1919 г. к открытию музея для публики напечатал его каталог. В 1893 г. основал Общество французских художников-ориенталистов, в задачи которого входила легитимация и популяризация художественных произведений с восточным колоритом и их осмысление в рамках национальной колониальной политики; оставался президентом этого общества до конца жизни.
Опубликовал монографии об Эрнесте Мейссонье (1910), Гюставе Курбе (1913), Альбере Лебуре (1923), посмертно (1931) издана двухтомная монография о Теодоре Шассерио. Напечатал также ряд обзорных работ и множество статей.